# 洪範憙
洪 範憙（ホン・ボミ、朝鮮語: 홍범희、1917年6月8日または6月18日 - 1972年2月27日または2月28日）は、大韓民国の官僚、政治家、教育者。槐山郡郡守、内務部次官、制憲・第4代韓国国会議員。
本貫は豊山洪氏。号は逸谷。漢字表記は洪範熹とも。

## 経歴
日本統治時代の江原道原州郡または慶尚北道善山郡出身。京城京北中学校を経て、1935年に京城第二高普、1937年に普成専門学校法科、1941年に中央大学法学部卒。1945年に高等文官試験行政科に合格した後、1946年に原州に育民館を設立し、館長を務めた。朝鮮食糧営団忠清北道支部勤務を経て、1948年の初代総選挙で国会議員に当選し、国会交通逓信委員会常任委員会で活動した。1949年に育民館中学校校長に就任し、1950年7月以降は慶尚南道地区戒厳司令官顧問・民事部長を務め、1951年6月〜11月と1952年5月〜7月に内務部次官を歴任した。1952年7月に育民館高等学校に就任し、1958年の第4代総選挙で再選したほか、自由党結党発起人・中央委員・中央党事務局次長を務めた。1960年4月に学校法人育民館理事長に選ばれ、1962年2月に大韓逓信協会副会長に任命された。1970年に国民勲章無窮花章を受章した後、1972年2月27日、江原道原城郡興業面の自宅で急患により死去した。死後の1973年に韓国私学法人連合会特別功労賞を追贈された。